# Torneo de Doha 2009
El Qatar ExxonMobil Open es un evento de tenis de la serie 250 desde el 2009, anteriormente era conocida como International Series, el torneo se disputa en Doha, Catar entre el 5 y 12 de enero de 2009.
Los preclasificados inician desde el número uno del momento Rafael Nadal hasta Kohlschreiber (#28 en la ATP); entrega en total 1.110.250 dólares, dándole al campeón 183.000, finalista 96.250, semifinalista 50.900, quartos de final 27.650, segunda ronda 16.250 y los que caigan en primera ronda 9.750; da 250 puntos para el ranking ATP al campeón.

## Campeones
- Individuales masculinos:  Andy Murray

- Dobles masculinos:  Marc Lopéz /  Rafael Nadal

## Cabezas de serie
A continuación se detallan los cabeza de serie de cada categoría. Los jugadores marcados en negrita están todavía en competición. Los jugadores que ya no estén en el torneo se enumeran junto con la ronda en la cual fueron eliminados.

### Cabezas de serie (individuales)
| 1. | Rafael Nadal          | pierde ante | Gael Monfils   | Cuartos de final |
| 2. | Roger Federer         | pierde ante | Andy Murray    | Semifinal        |
| 3. | Andy Murray           | gana ante   | Andy Roddick   | Campeón          |
| 4. | Andy Roddick          | pierde ante | Andy Murray    | Final            |
| 5. | Gael Monfils          | pierde ante | Andy Roddick   | Semifinal        |
| 6. | Ígor Andréiev         | pierde ante | Mijaíl Yuzhny  | 1ª ronda         |
| 7. | Dmitri Tursúnov       | pierde ante | Alexander Peya | 1ª ronda         |
| 8. | Philipp Kohlschreiber | pierde ante | Roger Federer  | Cuartos de final |

### Cabezas de serie (dobles)
| 1. | Daniel Nestor Nenad Zimonjić          | pierden ante | Marc López Rafael Nadal           | Final            |
| 2. | Jeff Coetzee Wesley Moodie            | pierden ante | Fabrice Santoro Mijaíl Yuzhny     | Cuartos de final |
| 3. | Mariusz Fyrstenberg Marcin Matkowski  | pierden ante | Philipp Petzschner Alexander Peya | 1ª ronda         |
| 4. | Christopher Kas Philipp Kohlschreiber | pierden ante | Marc López Rafael Nadal           | Cuartos de final |